# 车速限制

各國最高車速限制

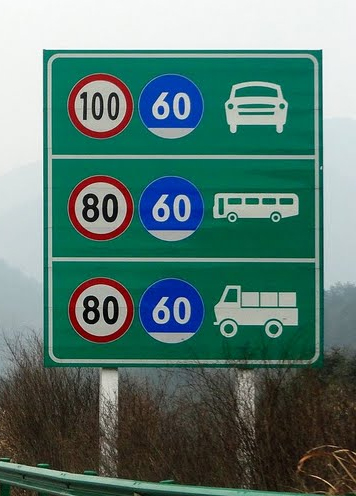
中國大陸高速公路的限速路标

车速限制在大部分国家均有设置，通常为最高车速限制（有时为行车安全设立最低速度限制）。相對於建議速限，车速限制具有强制性，通常在路标中标识，由地方或国家政府制定，常由交通警察負責管理。
最早的限速是英国于1861年生效的，当时限速10英里每小时（16千米每小时）。波兰和保加利亚在部分路段限速140千米每小时，是目前世界最高的限速，美国的德克萨斯州也在40英里长的一个路段限速85英里每小时（137千米每小时）。同时，部分地区的路段并不设置限速，最出名的是德国的高速公路（Autobahn）。2006年勃兰登堡州有关部门测得在一段畅通的双向六车道高速公路上平均时速达到了142千米每小时。。在马恩岛的郊区路段、印度安德拉邦和马哈拉施特拉邦的许多路段雖然不设置限速，但部分低等道路品質不佳，路過車輛的平均时速也并不高。

## 等速速限
泛指高速公路內側車道維持等速行駛。